# Ludność Jeleniej Góry

Herb Jeleniej Góry

## LudnośćJeleniej Góry
- 1885 - 15 622 (włącznie z wojskiem)[1]
- 1890 - 16 214   (w tym 388 Żydów)[2]
- 1925 - 28 673   (w tym 266 Żydów)[2][3]
- 1933 - 30 692[2]
- 1939 - 35 296
- 1946 - 39 050   (spis powszechny)
- 1950 - 34 996   (spis powszechny)
- 1955 - 45 025
- 1960 - 49 617   (spis powszechny)
- 1961 - 51 500
- 1962 - 52 100
- 1963 - 53 000
- 1964 - 53 600
- 1965 - 53 708
- 1966 - 54 200
- 1967 - 55 500
- 1968 - 56 000
- 1969 - 56 300
- 1970 - 55 900   (spis powszechny)
- 1971 - 56 201
- 1972 - 56 500
- 1973 - 57 700
- 1974 - 58 122
- 1975 - 58 780
- 1976 - 81 500   (włączono Cieplice Śląskie-Zdrój i Sobieszów)
- 1977 - 82 700
- 1978 - 84 400   (spis powszechny)
- 1979 - 86 000
- 1980 - 86 943
- 1981 - 87 131
- 1982 - 87 711
- 1983 - 89 258
- 1984 - 90 369
- 1985 - 90 958
- 1986 - 91 662
- 1987 - 92 488
- 1988 - 92 652   (spis powszechny)
- 1989 - 93 182
- 1990 - 93 414
- 1991 - 93 512
- 1992 - 93 013
- 1993 - 93 213
- 1994 - 93 558
- 1995 - 93 460
- 1996 - 93 570
- 1997 - 93 400
- 1998 - 93 986   (włączono Jagniątków, przejęte 1 stycznia od Piechowic)
- 1999 - 93 407
- 2000 - 92 964
- 2001 - 92 394
- 2002 - 88 866   (spis powszechny)
- 2003 - 88 034
- 2004 - 87 643
- 2005 - 87 017
- 2006 - 86 503
- 2007 - 86 220
- 2010 - 84 023[4]
- 2011 - 83 463
- 2012 (30 czerwca) - 83 097
- 2013 (30 czerwca) - 82 369[5]

## Powierzchnia Jeleniej Góry
- 1995 - 87,80 km²
- 1998 - 108,36 km²
- 2006 - 109,22 km²